# Cyrtodactylus sermowaiensis
Cyrtodactylus sermowaiensis este o specie de șopârle din genul Cyrtodactylus, familia Gekkonidae, ordinul Squamata, descrisă de De Rooij 1915. Conform Catalogue of Life specia Cyrtodactylus sermowaiensis nu are subspecii cunoscute.